# 渡真仁
渡真仁，日本漫畫家。

## 作品列表
- MILLENNIUM MIRAGE（原作：鈴木，《月刊Dragon Jr.（日语：月刊ドラゴンジュニア）》，角川書店，全2冊，2003年發行）
- （《Manga Time Kirara MAX》2009年11月號－2011年1月號，芳文社，全1冊）
- 修羅場戀人！，原名《！》（原作：岸杯也，《月刊Dragon Age》2011年4月－2014年6月連載，富士見書房，全11冊）。台灣中文版由東立出版社正式授權發行。
- （《月刊ComicREX》，一迅社，全4冊，2008年－2010年發行）
- 10歲的保健體育 -補習篇-，原名《10》（原作：竹井10日，《漫畫4格KINGS Palette online（日语：まんが4コマぱれっと#まんが4コマぱれっとonline）》，一迅社）
- 為美好的世界獻上祝福！，原名《！》
（原作：曉夏目，《月刊Dragon Age》2014年10月號－連載中，富士見書房，已發行21冊／截至2025年7月）。台灣中文版由東立出版社正式授權發行。